# Louis Coache
Pour les articles homonymes, voir Coache.
Louis Coache, né le 10 mars 1920 à Ressons-sur-Matz (Oise) et mort le 21 août 1994 à Beaumont-Pied-de-Bœuf (Mayenne), est un prêtre catholique français. Curé de campagne, ardemment opposé aux réformes liées au concile Vatican II, il fonde Le Combat pour la foi et se rapproche de Marcel Lefebvre, dont il devient l'un des plus fervents fidèles. Adepte des coups d'éclat, il participe notamment à la prise de Saint-Nicolas-du-Chardonnet en 1977. Initiateur de nombreux pèlerinages, il est également le fondateur d'un couvent et d'un séminaire éphémère à Flavigny-sur-Ozerain (Côte-d'Or), puis d'une petite communauté bénédictine dans un petit village de Mayenne.

## Biographie

### Ministère

#### Premiers pas

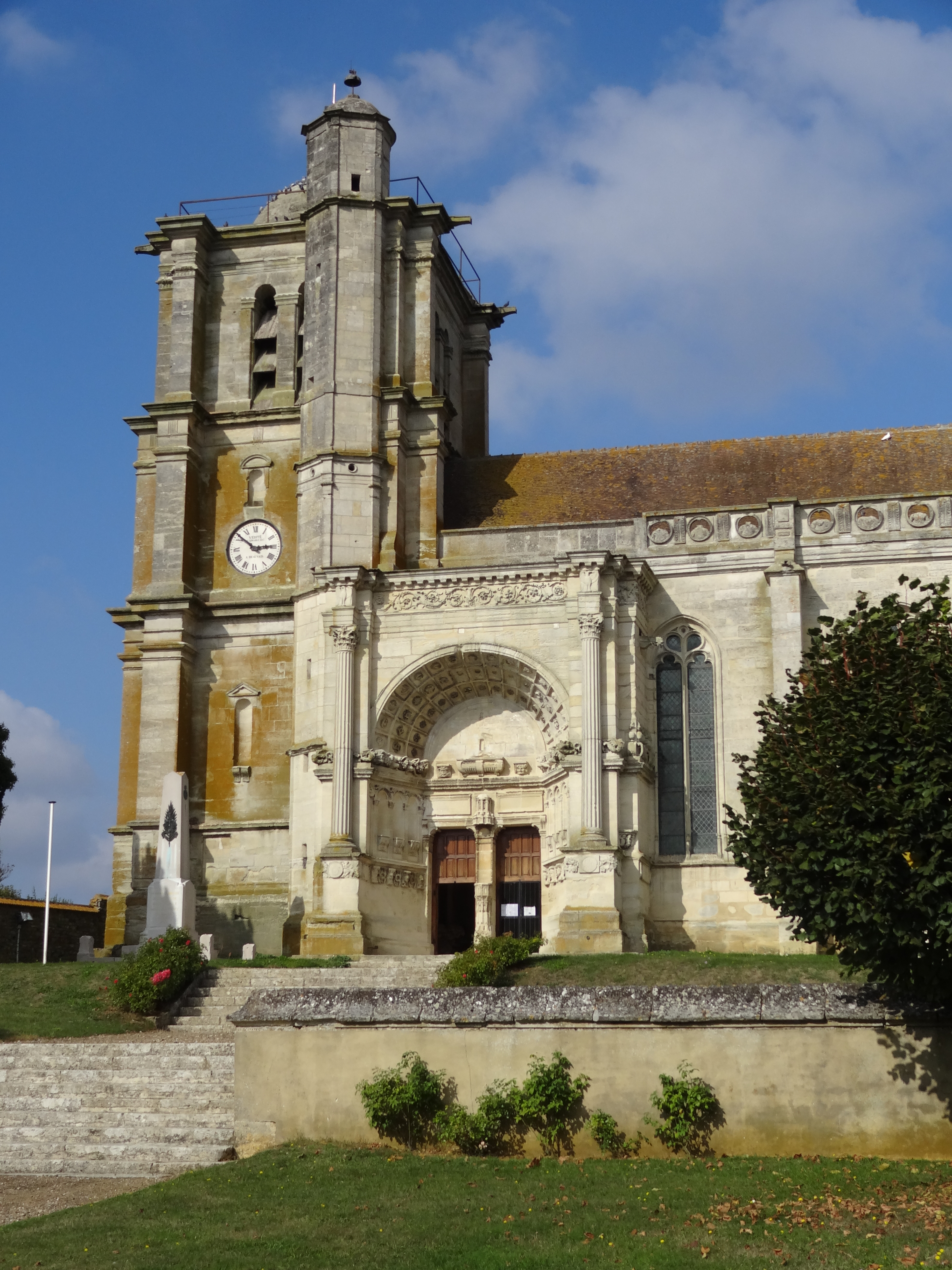
L'église Saint-Martin de Montjavoult.

Louis Coache étudie au séminaire français de Rome, puis à celui de Versailles. Ordonné prêtre en 1943, il devient vicaire à la cathédrale Saint-Pierre de Beauvais et entame, dans le même temps, des études en droit canonique à l'Institut catholique de Paris. Quelques années plus tard, il obtient un doctorat en droit canon, avec une thèse intitulée Le pouvoir ministériel du Pape.
En 1958, après avoir exercé la charge de curé dans plusieurs petites paroisses, il est nommé curé de Montjavoult, dans le Vexin français.

#### Rupture avec la hiérarchie
Dès le milieu des années 1960, les relations entre l'abbé Coache, fervent opposant au concile Vatican II, et son évêché se tendent. En juin 1966, le prêtre fait paraître, dans le mensuel Le Monde et la Vie, un article pamphlétaire intitulé « La nouvelle religion ». Le retentissement est si important qu'il vaut à l'auteur un blâme de son évêque, Stéphane Desmazières, et à la revue une condamnation par la Conférence des évêques de France. Deux ans plus tard, à l'occasion de la Fête-Dieu 1968, l'abbé Coache souhaite restaurer l'antique procession de son village. Desmazières, craignant que naisse une « manifestation eucharistique contestataire », lui interdit d'organiser cette dernière, mais, poussé par les évènements de Mai 68, l'abbé Coache fait fi de l'ordre épiscopal et, le 16 juin, 1 500 fidèles participent à la procession. L'année suivante, le prélat interdit à nouveau celle-ci et demande à son curé de mettre fin à ses publications. Refusant d'obéir, Coache est suspendu ab officio en juin 1969.
Destitué de sa cure, l'abbé Coache refuse de quitter son presbytère. Tous les dimanches, il dit une messe dans sa petite chapelle personnelle, en présence des paroissiens qui le soutiennent. Il n'accepte d'en partir qu'en 1975, après que sa suspension a été confirmée par une commission cardinalice.

### Un combat pour la foi

#### Un combat intellectuel
Dès décembre 1964, l'abbé Coache adresse un courrier à tous les prêtres du diocèse de Beauvais, dans lequel il dénonce « les invasions modernistes dans la liturgie et dans la foi ». Il renouvelle cette lettre en 1965, puis en 1967. L'année suivante, il coécrit, conjointement avec le père Noël Barbara, le Vade-mecum du catholique fidèle, qui se veut un guide pour « les fidèles dans la résistance à l'hérésie montante ». Véritable succès, l'opuscule est réédité quatre fois entre 1968 et 1975 et se vend à 360 000 exemplaires. L'abbé Coache fonde également le bulletin Le Combat pour la foi, destiné à la diffusion de ses idées.
À partir de 1969, Coache donne, en outre, une conférence annuelle sur l'Église ou la réforme liturgique, parfois en collaboration avec Mgr Ducaud-Bourget ou le révérend-père Barbara.

#### Des coups médiatiques

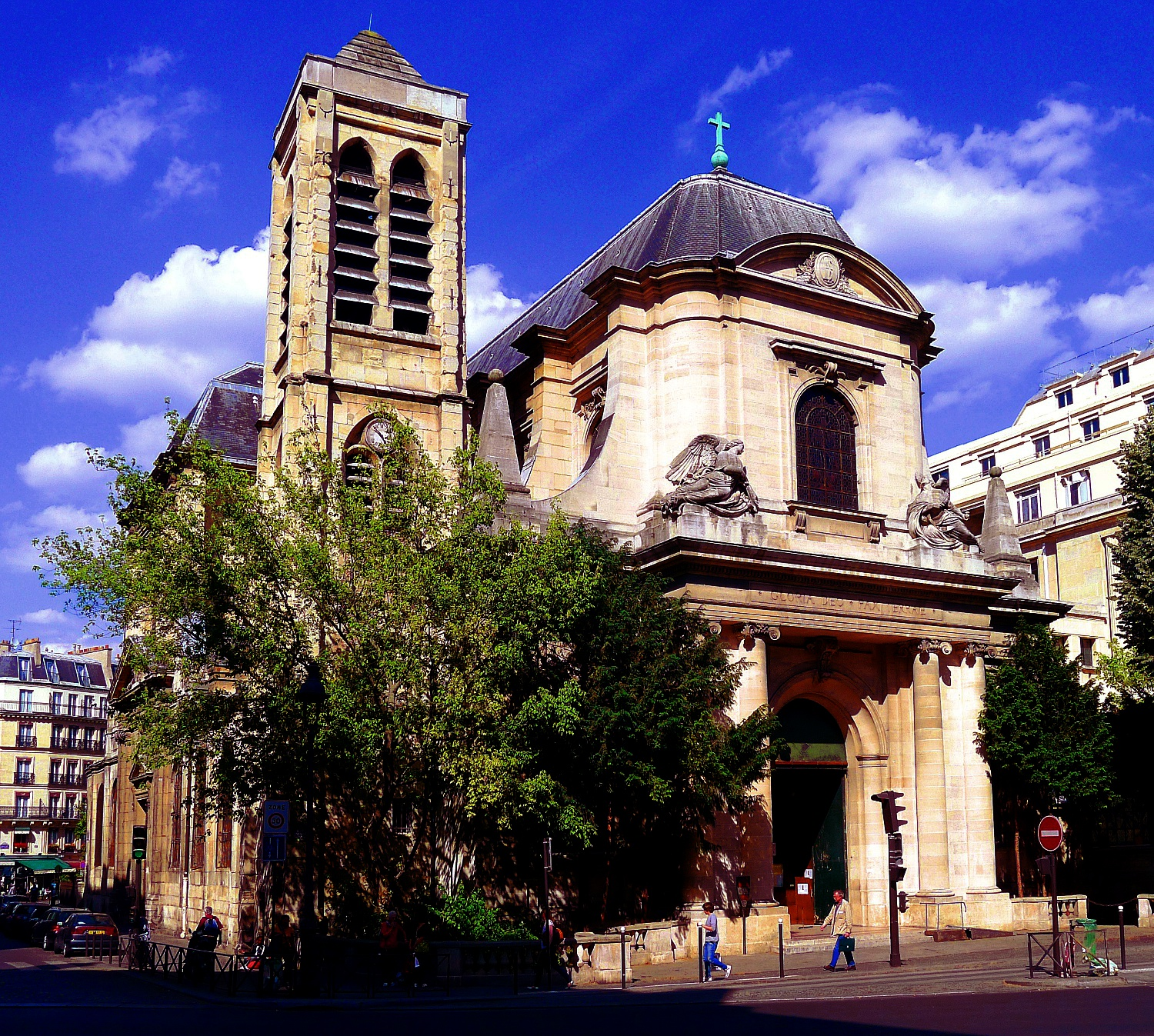
L'église Saint-Nicolas-du-Chardonnet.

L'abbé Coache est adepte des coups d'éclat.
Dès la fin des années 1960, il procède à l'enlèvement des journaux et bulletins paroissiaux qui lui semblent contenir des hérésies et intervient dans les églises parisiennes contre « les débordements de la nouvelle liturgie », comme la communion dans la main et sa distribution par des laïcs.
Le 28 mars 1971, par exemple, l'abbé Coache se rend en l'église Notre-Dame-des-Champs, dont le prêtre est connu pour son « avant-gardisme » vis-à-vis de la question liturgique : à l'offertoire, c'est une jeune femme qui distribue les hosties, qui plus est, conservées dans une corbeille. Coache exige alors la réparation de ce « double manque de respect » et, pour éviter le scandale, le clergé du lieu s'exécute.
Le 30 janvier 1972, dans le même esprit, il perturbe une messe télévisée en l'église Saint-Merri, avec le concours de quelques membres de l'association Le combat pour la Foi.
Au début de l'année 1973, dans l'église Saint-Germain-l'Auxerrois, il détruit aussi une œuvre d'art contemporain de Roger Bezombes, jugée sacrilège, ce pour quoi il est condamné à mille francs de dommages et intérêts.
Le 27 février 1977, l'abbé Coache participe à la prise de Saint-Nicolas-du-Chardonnet, avec Ducaud-Bourget et l'abbé Vincent Serralda. C'est lui, notamment, qui apporte la sonorisation indispensable à l'opération.
Il reste à Saint-Nicolas-du-Chardonnet jusqu'en 1979. Par la suite, il ouvre deux chapelles dans les Yvelines — à Conflans-Sainte-Honorine et à Pontoise —, pour le compte de la FSSPX.
Il retourne à Saint-Nicolas en 1981, pour s'occuper de la chorale.

#### Les pèlerinages
L'abbé Coache organise de nombreux pèlerinages. Les plus importants d'entre eux sont les « Marches vers Rome », en 1970, 1971 et 1973. Ces « pèlerinages internationaux au cœur de la catholicité » ont pour but d'obtenir la restauration de la foi, de la liturgie et de l'Église. Ils se concluent en 1975 par un grand pèlerinage présidé par Marcel Lefebvre, à l'occasion de l'Année sainte. Dans les années 1980, l'abbé Coache fonde un pèlerinage à Lourdes, « dans une ambiance de combativité spirituelle ». En 2022, ce « pèlerinage du Christ-Roi » à Lourdes existe toujours ; en trois jours, il a rassemblé entre 5000 et 6000 pèlerins.

#### Le couvent de Flavigny

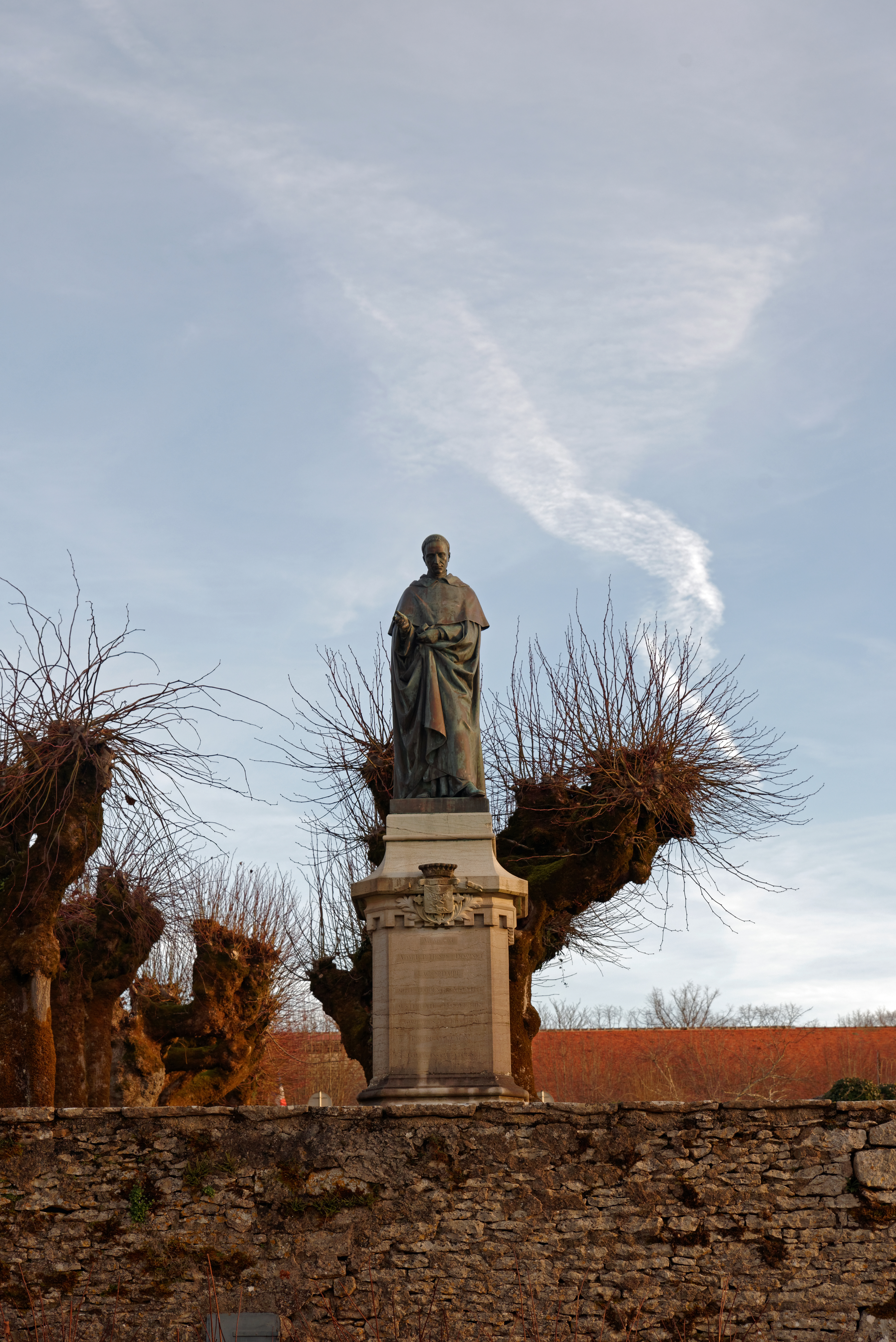
La statue d'Henri Lacordaire, dans la cour du couvent.

En septembre 1971, l'abbé Coache acquiert la maison Lacordaire, à Flavigny-sur-Ozerain (Côte-d'Or), où il se retire. Il y établit dès lors un centre de retraites spirituelles, puis un couvent de Petites Sœurs de saint François d'Assise, dont sa propre sœur, mère Thérèse-Marie Coache, devient la supérieure. Le couvent est officiellement inauguré le lundi de Pâques 1972, en présence de Ducaud-Bourget. Deux ans plus tard, et ce malgré le refus de Albert Decourtray, l'abbé Coache le gratifie d'un petit séminaire. Le séminaire est obligé de fermer dès l'année suivante, sur ordre de la commission de sécurité départementale. Coache souhaite alors créer un « pré-grand séminaire » pour ceux qui voudraient entrer à Écône, mais Marcel Lefebvre s'y oppose. En 1985, à la demande de ce dernier, il vend donc la Maison Lacordaire à la Fraternité sacerdotale Saint-Pie-X, qui y ouvre le séminaire Saint-Curé-d'Ars l'année suivante.

### Retrait et mort
Une fois la Maison Lacordaire vendue à la FSSPX, l'abbé Coache se retire au Moulin-du-Pin, à Beaumont-Pied-de-Bœuf, en Mayenne. En 1988, après l'« affaire des sacres », il reste fidèle à Lefebvre et se voit rejoint, au Moulin-du-Pin, par quelques anciens bénédictins de l'Archiconfrérie d'Issoudun. 
Atteint d'un cancer des os, l'abbé Coache meurt le 21 août 1994, à l'hôpital de Beaumont-Pied-de-Bœuf, où il vivait depuis dix mois. Ses funérailles sont célébrées par Bernard Tissier de Mallerais, secrétaire général de la FSSPX, assisté de l'abbé Pivert, membre de la FSSPX et successeur de l'abbé Coache à la tête du Combat de la Foi.

## Publications
- La foi au goût du jour, sous le pseudonyme de Jean-Marie Reusson, Paris, La Table Ronde, 1965.
- Vers l'apostasie générale, Paris, La Table Ronde, 1969.
- En Attendant la fin : la Perfidie du Modernisme, t. 1, Chiré-en-Montreuil, éd. de Chiré, 1976.
- En Attendant la fin : Jésus trahi par les siens, t. 2, Chiré-en-Montreuil, éd. de Chiré, 1991.
- Le Droit canonique est-il aimable ?, auto-édition, 1986.
- Les batailles du Combat de la Foi, Chiré-en-Montreuil, éd. de Chiré, 1993.
- Évêques... restez catholiques !, Chiré-en-Montreuil, éd. de Chiré, 2016.